# Kazehakase
Kazehakase (яп. 風博士, Кадзэхакасэ) — свободный браузер для Linux, использующий библиотеку GTK+ 2.
Подобно Galeon, Skipstone, и Epiphany, Kazehakase использует Gecko, однако автор планирует осуществить поддержку других подсистем отображения, например GtkHTML, Dillo, w3m. Уже поддерживается движок WebKit (его порт для GTK+), улучшенную версию KHTML, используемую в браузере Safari.
Браузер назван в честь рассказа «Казехакасе» японского писателя Анго Сакагути; его буквальное значение - «доктор Ветер» (доктор философии, а не врач).

## Характеристики
- Поддержка RSS в его улучшенных японских вариантах — LIRS и HINA-DI
- Drag-and-drop вкладок
- Жесты мышью
- Использование стандарта XBEL позволяет
  - импортировать закладки из Mozilla Firefox, Mozilla, Netscape, Galeon, Konqueror и W3M
  - хранить их на удалённом сервере (Remote Bookmarks)
  - обмениваться закладками (социальные закладки, Shared Bookmarks)
- «Умные закладки» (Smart Bookmarks), в которых можно использовать регулярные выражения
- «Живые закладки», то же, что LiveBookmarks в Firefox — способ читать RSS-каналы через Закладки.
- Полнотекстовый поиск в Истории браузера

Текущая версия — 0.5.8